# Шевченківське (Степненська сільська громада)
Шевче́нківське — село в Україні, в Запорізькому районі Запорізької області. Входить до складу Степненської сільської громади.
Населення становить 354 осіб. Орган місцевого самоврядування - Степненська сільська рада.

## Населення

### Мова
Розподіл населення за рідною мовою за даними перепису 2001 року:
| Мова            | Відсоток |
| --------------- | -------- |
| українська      | 88,42%   |
| російська       | 10,45%   |
| вірменська      | 0,85%    |
| інші/не вказали | 0,28%    |

## Географія
Село Шевченківське знаходиться на відстані 1,5 км від села Тарасівка та за 2 км від села Григорівське. Поруч проходить автомобільна дорога Н08.

## Постаті
- Циганков Олексій Вікторович (1984—2014) — старший солдат Державної прикордонної служби України, учасник російсько-української війни.